# Лебедева, Анна Трофимовна
Анна Трофимовна Лебедева (1926—2013) — советский передовик производства в сельском хозяйстве. Герой Социалистического Труда (1948).

## Биография
Родилась 20 октября 1926 года в селе Таловая Верхнехавского района Воронежской области в крестьянской семье.
После окончания сельской школы начала работать колхозницей в полеводческой бригаде в колхозе «Новая деревня» Верхнехавского района, с 1941 года по 1945 годы в период Великой Отечественной войны работала — трактористкой.
С 1945 года после окончания войны А. Т. Лебедева возглавляла комсомольско-молодёжное звено полеводов, которое по итогам работы в 1947 году получило урожай ржи 31,99 центнера с гектара на площади 10 гектаров.
7 мая 1948 года  Указом Президиума Верховного Совета СССР «за получение высоких урожаев пшеницы, ржи и сахарной свёклы в 1947 году» Анна Трофимовна Лебедева была удостоена звания Героя Социалистического Труда с вручением Ордена Ленина и золотой медали «Серп и Молот».
С 1959 по 1963 годы механизированное звено А. Т. Лебедевой продолжало получать высокие урожаи зерновых и сахарной свёклы и 30 апреля 1966 года Указом Президиума Верховного Совета СССР «за отличие в труде и по итогам работы в 7-й семилетке»  А. Т. Лебедевой была награждена Орденом «Знак Почёта».
Помимо основной деятельности А. Т. Лебедева избиралась депутатом Воронежского областного Совета депутатов трудящихся.
С 1980 года на пенсии. Умерла 9 марта 2013 года в родном селе селе Таловая.

## Награды
- Медаль «Серп и Молот» (7.05.1948)
- Орден Ленина (7.05.1948)
- Орден Знак Почёта (30.04.1966)